# 石川県調理師専門学校
石川県調理師専門学校（いしかわけんちょうりしせんもんがっこう）とは、石川県金沢市にある調理師を養成する私立の専門学校。設置者は学校法人石川県調理師専門学校。

## 設置学科
- 昼間課程（1年）

## 沿革
- 1971年　開校

## 所在地
- 石川県金沢市油車9